# 黎陳芷娟
黎陳芷娟，GBS，JP（1959年10月28日—），香港公務員，官至首長級甲一級政務官，退休前為保安局常任秘書長。

## 簡歷
黎陳芷娟在香港出生長大，祖籍廣東省清遠市，中學就讀聖士提反女子中學。1982年畢業於香港大學文學院後，同年8月加入香港政府政務職系，在2004年4月晉升至首長級乙一級政務官，於2008年4月晉升為首長級甲級政務官，並於2011年4月晉升為首長級甲一級政務官。 黎陳芷娟曾在多個決策局及部門服務，包括前兩局及行政科、前醫務衛生署、前常務科、前政務總署、前保安科、前公務員事務科、前法定語文事務署、房屋署、政務司司長辦公室、社會福利署及食物及衛生局。
歷任主要職位：
- 2003年3月至2007年6月：工商及科技局副秘書長（資訊科技及廣播）
- 2007年6月至2010年3月：電訊管理局總監
- 2010年4月1日至2015年1月18日：食物及衛生局常任秘書長（食物）
- 2015年1月19日至2017年7月4日：教育局常任秘書長
- 2017年7月5日至2019年10月20日︰保安局常任秘書長

## 個人生活
黎陳芷娟的配偶是同為香港公務員的前香港政府運輸及房屋局常任秘書長（運輸）黎以德。